# Lerkendal

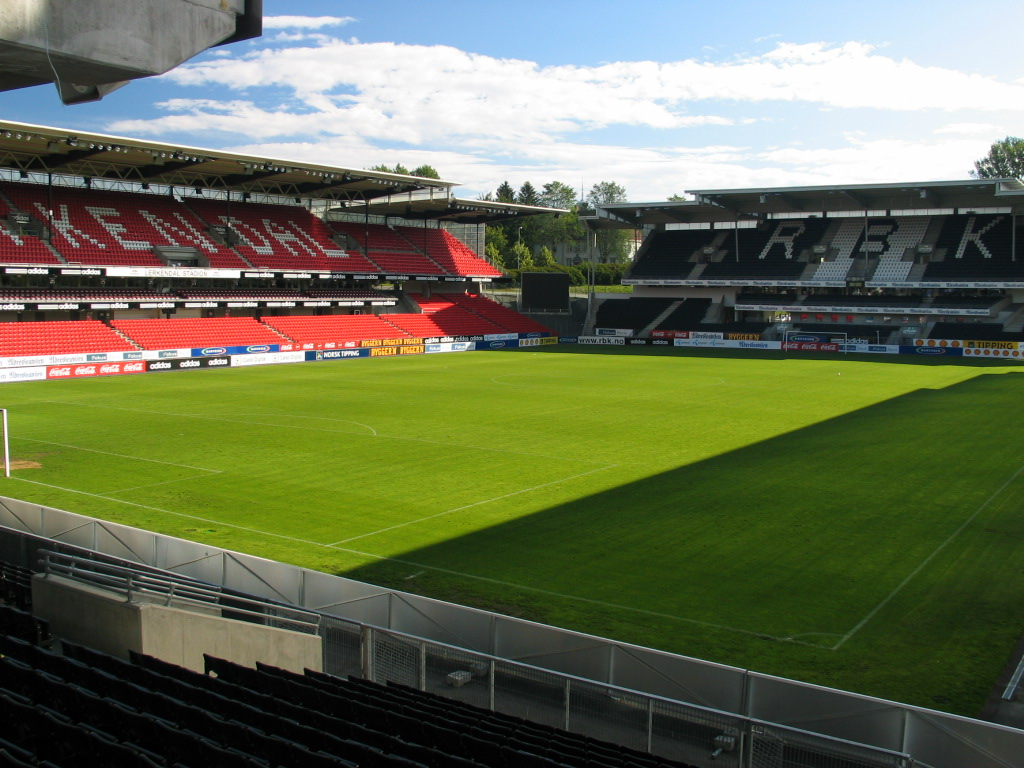
Le stade Lerkendal

Lerkendal est un arrondissement de la ville de Trondheim dans le comté de Trøndelag, en Norvège. L'arrondissement a été créé le 1er janvier 2005 dans le cadre d'une réforme municipale du découpage territorial visant à réduire le nombre d'arrondissements. Il fait désormais partie des quatre arrondissements de la ville de Trondheim, aux côtés d'Østbyen, Midtbyen, et d'Heimdal. Østbyen se trouve à l'est de Lerkendal, Midtbyen au nord-ouest et Heimdal au sud-ouest. Les arrondissements supervisent la santé, le bien-être et l'éducation de leurs résidents .  
L'arrondissement est situé à l'est du fleuve Nidelva. L'endroit est dominé par l'Université norvégienne des sciences et technologies, la SINTEF, et le Lerkendal Stadion (le stade national de l'équipe Rosenborg). L'arrondissement comprend également une ligne de chemin de fer, la ligne Stavne – Leangen, avec une gare, la gare de Lerkendal.  
L'arrondissement de Lerkendal regroupe les quartiers suivants :  
- Bratsberg,
- Dragvoll,
- Elgeseter,
- Flatåsen,
- Gløshaugen,
- Moholt,
- Nardo,
- Risvollan,
- Sjetnemarka,
- Fossegrenda
- Valentinlyst et Åsvang.